# Estación de Chénens
La estación de Chénens es una estación ferroviaria de la comuna suiza de Chénens, en el Cantón de Friburgo.

## Historia y situación
La estación de Chénens fue inaugurada en el año 1862 con la puesta en servicio del tramo Lausana - Friburgo de la línea Lausana - Berna.
Se encuentra ubicada en el borde norte del núcleo urbano de Chénens. Cuenta con un andén central al que acceden dos vías pasantes, a las que hay que sumar otras dos vías pasantes y una vía muerta.
En términos ferroviarios, la estación se sitúa en la línea Lausana - Berna. Sus dependencias ferroviarias colaterales son la estación de Villaz-Saint-Pierre hacia Lausana y la estación de Cottens en dirección Berna.

## Servicios ferroviarios
Los servicios ferroviarios de esta estación están prestados por SBB-CFF-FFS:

### Regionales
- R Romont - Friburgo - Payerne - Yverdon-les-Bains. Trenes cada hora entre Romont e Yverdon-les-Bains, parando en todas las estaciones del trayecto. Trenes cada hora entre Romont y Friburgo, parando en todas las estaciones, por lo que en el tramo Romont - Friburgo hay un tren cada media hora.